# Marcha del orgullo de Belgrado
La marcha del orgullo de Belgrado (en serbio: Парада поноса у Београду, romanizado: Parada ponosa u Beogradu) es un desfile anual que reivindica a las personas lesbianas, gays, bisexuales y transgénero (LGBT) y sus aliados en Belgrado, Serbia.

## Historia
El primer intento de organizar el evento en Belgrado ocurrió en 2001, luego del derrocamiento del régimen de Slobodan Milošević; sin embargo, terminó con el asalto violento a los organizadores y participantes por parte de hooligans homófobos y activistas de extrema derecha. Las autoridades impidieron esfuerzos para organizar y registrar el evento hasta 2010, cuando se organizó nuevamente y enfrentó ataques que resultaron en 100 heridos.
Después de la violencia de 2010, las autoridades incluso prohibieron el desfile citando preocupaciones sobre la paz y el orden público. Al mismo tiempo, Srđan Dragojević produjo la influyente película tragicómica Parada (2011), que atrajo a una audiencia significativa en Serbia y la antigua Yugoslavia.
A lo largo de los años, la actitud pública cambió con dos tercios de los participantes de la investigación de los Defensores de los Derechos Civiles apoyando explícitamente el derecho a realizar un desfile del orgullo en Belgrado. En 2013, el Tribunal Constitucional de Serbia dictaminó que la prohibición de 2011 era una violación del derecho garantizado constitucionalmente a la libertad de reunión y concedió daños y perjuicios a los organizadores.
El tercer desfile del orgullo se organizó en 2014 (realizado en paralelo el primer Orgullo Trans de Belgrado) sin ningún incidente reseñable, tras lo cual el evento se organiza todos los años, excepto en 2020 debido a la pandemia del COVID-19. Desde 2016 en adelante, el segundo evento del orgullo conocido como el Orgullo de Serbia, se organiza en junio para conmemorar los disturbios de Stonewall .
En la conferencia de Bilbao en 2019, Belgrado fue seleccionado para albergar el EuroPride 2022 en competencia con Portugal, Dublín y Barcelona. Belgrado es la primera ciudad de la región del Este de Europa y la primera fuera del Espacio Económico Europeo en albergar el evento.
En 2021, lo más destacado del evento fueron las solicitudes para introducir una ley sobre uniones entre personas del mismo sexo y respuestas oficiales más fuertes al discurso de odio y los delitos de odio.
El 27 de agosto de 2022, el presidente Aleksandar Vučić anunció que no permitiría que la celebración del EuroPride siguiera adelante, citando las tensiones actuales entre Serbia y Kosovo, los problemas económicos y la preocupación de que los manifestantes anti-gay pudieran interrumpir el evento y causar disturbios. Los organizadores de EuroPride denunciaron la decisión y dijeron que seguirían adelante con el evento de todos modos. La Unión Europea, a través de su embajada en Serbia, también expresó su preocupación por la prohibición del evento.